# Tour de France de 1974
Tour de France 1974 foi a 61ª edição da conhecida corrida de ciclismo Tour de France. A corrida foi composta por 22 etapas, no total mais de 4 098 km foram percorridos com uma média de 35,241 km/h.

## Generalidades
- Eddy Merckx consegue o seu 5º Tour de France em 5 participações.
- 13 formações de 10 corredores tomam parte da saída de Brest e apenas um chega a Paris.
- E a segunda vez que o tour finaliza a La Cipale : a partir de 1975, o tour acaba na  Avenida dos Champs-Élysées.
- Pela primeira vez, o Tour toma um ferry para voltar à Inglaterra.
- Média de velocidade do vencedor : 35,241 km/h.

## Equipas
| Equipes profissionais de ciclismo (13)- Molteni - Bic - Peugeot-BP-Michelin - Kas-Kaskol - Sonolor-Gitane - MIC-Ludo-de Gribaldy - Gan-Mercier-Hutchinson - La Casera-Peña Bahamontes - Merlin Plage-Shimano-Flandria - Brooklyn - Jobo-Lejeune - Carpenter-Confortluxe-Flandria - Frisol-Flair Plastics |
| |

## Resultados

### Classificação Geral
| \| Classificação geral \| Classificação geral \| Classificação geral \| Classificação geral \| Classificação geral \| \| Ciclista \| Ciclista \| Equipe \| Tempo \| \| \| ------------------- \| -------------------------- \| ------------------------------ \| ------------------- \| ------------------- \| \| 1. \| Eddy Merckx \| Molteni \| 116h16m58s \| \| \| 2. \| Raymond Poulidor \| Gan-Mercier-Hutchinson \| + 8m04s \| \| \| 3. \| Vicente López Carril \| Kas-Kaskol \| + 8m09s \| \| \| 4. \| Wladimiro Panizza \| Brooklyn \| + 10m59s \| \| \| 5. \| Gonzalo Aja \| Kas-Kaskol \| + 11m24s \| \| \| 6. \| Joaquim Agostinho \| BiC \| + 14m24s \| \| \| 7. \| Michel Pollentier \| Carpenter-Confortluxe-Flandria \| + 16m34s \| \| \| 8. \| Mariano Martínez \| Sonolor-Gitane \| + 18m33s \| \| \| 9. \| Alain Santy \| Gan-Mercier-Hutchinson \| + 19m55s \| \| \| 10. \| Herman Van Springel \| MIC-Ludo-de Gribaldy \| + 24m11s \| \| \| 11. \| Roger Pingeon \| Jobo-Lejeune \| + 26m50s \| \| \| 12. \| Raymond Delisle \| Peugeot-BP-Michelin \| + 28m59s \| \| \| 13. \| Jean-Pierre Danguillaume \| Peugeot-BP-Michelin \| + 29m43s \| \| \| 14. \| Juan Santiago Zurano Jerez \| La Casera-Peña Bahamontes \| + 30m20s \| \| \| 15. \| André Romero \| Jobo-Lejeune \| + 31m35s \| \| \| 16. \| Michel Périn \| Gan-Mercier-Hutchinson \| + 31m57s \| \| \| 17. \| Miguel María Lasa \| Kas-Kaskol \| + 32m55s \| \| \| 18. \| Lucien Van Impe \| Sonolor-Gitane \| + 37m35s \| \| \| 19. \| Andrés Oliva \| La Casera-Peña Bahamontes \| + 37m48s \| \| \| 20. \| Bernard Labourdette \| BiC \| + 38m02s \| \| \| 21. \| Joseph Bruyère \| Molteni \| + 41m31s \| \| \| 22. \| Edward Janssens \| Molteni \| + 44m30s \| \| \| 23. \| Fausto Bertoglio \| Brooklyn \| + 45m43s \| \| \| 24. \| Willy Van Neste \| Sonolor-Gitane \| + 46m50s \| \| \| 25. \| Ronald De Witte \| Carpenter-Confortluxe-Flandria \| + 47m10s \| \| |                            |                                |            |
| |                            |                                |            |
| Fontes: ProCyclingStats Cycling Archives |                            |                                |            |
| Classificação geral |                            |                                |            |
| Ciclista | Ciclista                   | Equipe                         | Tempo      |
| 1. | Eddy Merckx                | Molteni                        | 116h16m58s |
| 2. | Raymond Poulidor           | Gan-Mercier-Hutchinson         | + 8m04s    |
| 3. | Vicente López Carril       | Kas-Kaskol                     | + 8m09s    |
| 4. | Wladimiro Panizza          | Brooklyn                       | + 10m59s   |
| 5. | Gonzalo Aja                | Kas-Kaskol                     | + 11m24s   |
| 6. | Joaquim Agostinho          | BiC                            | + 14m24s   |
| 7. | Michel Pollentier          | Carpenter-Confortluxe-Flandria | + 16m34s   |
| 8. | Mariano Martínez           | Sonolor-Gitane                 | + 18m33s   |
| 9. | Alain Santy                | Gan-Mercier-Hutchinson         | + 19m55s   |
| 10. | Herman Van Springel        | MIC-Ludo-de Gribaldy           | + 24m11s   |
| 11. | Roger Pingeon              | Jobo-Lejeune                   | + 26m50s   |
| 12. | Raymond Delisle            | Peugeot-BP-Michelin            | + 28m59s   |
| 13. | Jean-Pierre Danguillaume   | Peugeot-BP-Michelin            | + 29m43s   |
| 14. | Juan Santiago Zurano Jerez | La Casera-Peña Bahamontes      | + 30m20s   |
| 15. | André Romero               | Jobo-Lejeune                   | + 31m35s   |
| 16. | Michel Périn               | Gan-Mercier-Hutchinson         | + 31m57s   |
| 17. | Miguel María Lasa          | Kas-Kaskol                     | + 32m55s   |
| 18. | Lucien Van Impe            | Sonolor-Gitane                 | + 37m35s   |
| 19. | Andrés Oliva               | La Casera-Peña Bahamontes      | + 37m48s   |
| 20. | Bernard Labourdette        | BiC                            | + 38m02s   |
| 21. | Joseph Bruyère             | Molteni                        | + 41m31s   |
| 22. | Edward Janssens            | Molteni                        | + 44m30s   |
| 23. | Fausto Bertoglio           | Brooklyn                       | + 45m43s   |
| 24. | Willy Van Neste            | Sonolor-Gitane                 | + 46m50s   |
| 25. | Ronald De Witte            | Carpenter-Confortluxe-Flandria | + 47m10s   |

## Lista de corredores
| Molteni | Bic | Peugeot-BP-Michelin |
| - 1. Eddy Merckx (BEL) 1º - 2. Joseph Bruyère (BEL) 21º - 3. Ludo Delcroix (BEL) 58º - 4. Jos Deschoenmaecker (BEL) 45º - 5. Jos Huysmans (BEL) 66º - 6. Edward Janssens (BEL) 22º - 7. Marc Lievens (BEL) 35º - 8. Frans Mintjens (BEL) 83º - 9. Joseph Spruyt (BEL) 50º - 10. Victor Van Schil (BEL) 36º - Directores desportivos : Giorgio Albani e Robert Lelangue                             | - 11. Joaquim Agostinho (POR) 6º - 12. Roland Berland (FRA) 33º - 13. José Catieau (FRA) 28º - 14. Bernard Croyet (FRA) 92º - 15. Gerben Karstens (NED) 61º - 16. Bernard Labourdette (FRA) 20º - 17. Jean-Luc Molinéris (FRA) (A 20º) - 18. Leif Mortensen (DEN) (A 15º) - 19. Alain Vasseur (FRA) 81º - 20. Sylvain Vasseur (FRA) 51º - Directores desportivos : Maurice De Muer e Édouard Delberghe  | - 21. Bernard Thévenet (FRA) (A 11º) - 22. Bernard Bourreau (FRA) 52º - 23. Jean-Pierre Danguillaume (FRA) 13º - 24. Raymond Delisle (FRA) 12º - 25. Jacques Esclassan (FRA) 75º - 26. André Mollet (FRA) 59º - 27. Régis Ovion (FRA) 34º - 28. Raymond Riotte (FRA) 79º - 29. Charles Rouxel (FRA) 74º - 30. Guy Sibille (FRA) 71º - Directores desportivos : Gaston Plaud e Robert Naeye                                 |
| KAS-Kaskol | Sonolor-Gitane | MIC-Ludo-De Gribaldy |
| - 31. Miguel María Lasa (ESP) 17º - 32. Gonzalo Aja (ESP) 5º - 33. Francisco Galdós (ESP) (A 16º) - 34. Vicente López Carril (ESP) 3º - 35. Antonio Martos (ESP) 40º - 36. Carlos Melero (ESP) 49º - 37. Antonio Menéndez (ESP) 54º - 38. Domingo Perurena (ESP) 44º - 39. José Pesarrodona (ESP) 29º - 40. Luis Zubero (ESP) 42º - Directores desportivos : Eusebio Vélez e Francisco Garcia      | - 41. Lucien Van Impe (BEL) 18º - 42. Jacques Botherel (FRA) 86º - 43. Ferdinand Julien (FRA) 32º - 44. Mariano Martínez (FRA) 8º - 45. Robert Mintkiewicz (FRA) 87º - 46. Alain Nogues (FRA) 64º - 47. Willy Teirlinck (BEL) 65º - 48. Claude Tollet(FRA) (A 9º) - 49. Willy Van Neste (BEL) 24º - 50. Michael Wright (GBR) 57º - Directores desportivos : Jean Stablinski e André Desvages            | - 51. Herman Van Springel (BEL) 10º - 52. Dirk Baert (BEL) 93º - 53. Eric Leman (BEL) (A 12º) - 54. Herculano de Oliveira (POR) (A 14º) - 55. Georges Pintens (BEL) 30º - 56. Noël Van Clooster (BEL) 70º - 57. Jan Van De Wiele (BEL) 53º - 58. Ronny Van Marcke (BEL) 88º - 59. Gustaaf Van Roosbroeck (BEL) 63º - 60. Wilfried Wesemael (BEL) 73º - Directores desportivos : Florent Van Vaerenbergh e Jean de Gribaldy |
| Gan-Mercier-Hutchinson | La Casera-Bahamontes | Merlin Plage-Shimano-Flandria |
| - 61. Raymond Poulidor (FRA) 2º - 62. Cees Bal (NED) (A 16º) - 63. Jean-Pierre Genet (FRA) 67º - 64. Barry Hoban (GBR) 37º - 65. Gerrie Knetemann (NED) 38º - 66. Jacky Mourioux (FRA) 80º - 67. Michel Périn (FRA) 16º - 68. Christian Raymond (FRA) 76º - 69. Alain Santy (FRA) 9º - 70. Gerard Vianen (NED) 56º - Director desportivo : Louis Caput                                             | - 71. Jesús Manzaneque (ESP) 46º - 72. José Luis Abilleira (ESP) 60º - 73. Jesús Esperanza (ESP) (A 11º) - 74. Félix González (ESP) (A 12º) - 75. Andrés Oliva (ESP) 19º - 76. Fernando Plaza (ESP) 94º - 77. Jose-Antonio Ponton (ESP) (A 5º) - 78. Damaso Torres (ESP) 62º - 79. Antonio Vallori (ESP) (A 11º) - 80. Juan Zurano (ESP) 14º - Director desportivo : Miguel Moreno                      | - 81. Cyrille Guimard (FRA) (A 21º) - 82. Michel Coroller (FRA) 95º - 83. Régis Delépine (FRA) 101º - 84. André Dierickx (BEL) 55º - 85. Joël Millard (FRA) 31º - 86. Jean-Claude Misac (FRA) 47º - 87. Gérard Moneyron (FRA) 72º - 88. Daniel Rebillard (FRA) 77º - 89. Jean-Jacques Sanquer (FRA) 68º - 90. Ghislain Van Landeghem (BEL) (A 10º) - Directores desportivos : Jacques Cadiou e Maurice Quentin             |
| Brooklyn | Jobo-Lejeune | Carpenter-Confortluxe-Flandria |
| - 91. Wladimiro Panizza (ITA) 4º - 92. Giancarlo Bellini (ITA) 26º - 93. Fausto Bertoglio (ITA) 23º - 94. Gianni Di Lorenzo (ITA) 91º - 95. Ercole Gualazzini (ITA) (A 9º) - 96. Valerio Lualdi (ITA) 69º - 97. Aldo Parecchini (ITA) 97º - 98. Arturo Pecchielan (ITA) 43º - 99. Attilio Rota (ITA) (A 14º) - 100. Patrick Sercu (BEL) 89º - Director desportivo : Franco Cribiori                | - 101. Roger Pingeon (FRA) 11º - 102. Christian Blain (FRA) 48º - 103. Jean-Claude Blocher (FRA) (A 17º) - 104. Francis Campaner (FRA) 39º - 105. Alain Cigana (FRA) 98º - 106. Daniel Ducreux (FRA) 90º - 107. Jean-Pierre Guillemot (FRA) 85º - 108. Claude Magni (FRA) 82º - 109. Bernard Masson (FRA) 104º - 110. André Romero (FRA) 15º - Directores desportivos : Christian Lapébie e Guy Faubert | - 111. Ronald De Witte (BEL) 25º - 112. Eddy Cael (BEL) (A 11º) - 113. Wilfried David (BEL) (A 11º) - 114. Lucien De Brauwere (BEL) (HD 1º) - 115. Marc Demeyer (BEL) 41º - 116. Michel Pollentier (BEL) 7º - 117. Ronny Van De Vijver (BEL) 96º - 118. Frans Van Looy (BEL) 99º - 119. Daniel Verplancke (BEL) 100º - 120. Roger Verschaeve (BEL) (A 11º) - Director desportivo : Brick Schotte                           |
| Frisol-Flair Plastics | | |
| - 121. Fedor den Hertog (NED) 27º - 122. Lorenzo Alaimo (ITA) 105º - 123. Donald Allan (AUS) 103º - 124. Will De Vlam (NED) (A 9º) - 125. Albertus Hulzebosch (NED) (A 9º) - 126. Henk Poppe (NED) (A 11º) - 127. Cees Priem (NED) (A 4º) - 128. Henk Prinsen (NED) 84º - 129. Wim Prinsen (NED) 78º - 130. Piet van Katwijk (NED) 102º - Directores desportivos : Piet Liebregts e Edgar De Maere | | |

A : Abandonou em curso da etapa ; HD : Não saiu